# الدوري الأدرياتيكي 2008–09
الدوري الأدرياتيكي 2008–09 (بالصربية: Јадранска лига у кошарци 2008/09.)‏ هو الموسم 8 من  الدوري الأدرياتيكي. أقيم خلال الفترة 4 أكتوبر 2008 وحتى 18 أبريل 2009، وأشرف على تنظيمه اتحاد الدوريات الأوروبية لكرة السلة ‏، وكان عدد الأندية المشاركة فيه  14، وفاز فيه نادي بارتيزان لكرة السلة.